# Wolfgang Hofmann (Schauspieler)
Wolfgang Hofmann (* 19. August 1927 in Wiesbaden) ist ein deutscher Schauspieler und Hörspielsprecher.

## Leben und Wirken
Der Sohn des Kammersängers Ludwig Hofmann erhielt seine künstlerische Ausbildung an der Folkwangschule in Essen. Am dortigen Kammerschauspiel erhielt Wolfgang Hofmann 1951 sein erstes Festengagement. Es folgten Verpflichtungen, die ihn u. a. nach Baden-Baden, Mannheim, Wiesbaden und Essen führten. Hofmann hat auch viel Hörfunk gemacht und war seit 1964 auch für das Fernsehen tätig. Dort hat er mit mittelgroßen Rollen jedoch kaum größere Spuren hinterlassen.

## Filmografie
- 1964: Die weiße Weste
- 1966: Der Mitbürger
- 1966: Das heilige Experiment
- 1968: Der Kampf um den Reigen
- 1969: Die Rückkehr
- 1970: Sessel zwischen den Stühlen
- 1970: Draußen vor der Tür
- 1970: Das Verhör von Habana
- 1971: Ende einer Dienstfahrt
- 1994: Polizeiruf 110: Gespenster

## Hörspiele
- 1956: Erich Kuby: Der Gang durch den Wald. Basierend auf einer Episode des Romans "Das geduldige Fleisch" von Willi Heinrich – Regie: Fritz Schröder-Jahn
- 1956: Felix Gasbarra: John Every oder Wieviel ist der Mensch wert – Regie: Werner Finck
- 1956: Hans Scholz: Am grünen Strand der Spree (5 Teile) – Regie: Gert Westphal
- 1956: Otto Grünmandl: Ein Gefangener – Regie: Gert Westphal
- 1956: Heinrich Oberländer: Jugendgericht (2. Folge: Renate Brink) – Regie: Heinz Schimmelpfennig
- 1957: Kurt Kusenberg: Fünfhundert Drachentaler. Ein Singspiel – Regie: Peter Hamel
- 1957: Roland Mehl: Das Lied der Flöte – Regie: Ludwig Cremer
- 1957: Richard Hey: Der Linkshänder – Regie: Oswald Döpke
- 1957: Paul Ickes: Der Deputierte von Ploudalmezo – Regie: Gert Westphal
- 1957: Franz Kafka: Amerika – Bearbeitung und Regie: Ludwig Cremer
- 1957: Georges Simenon: Die Brüder Rico – Regie: Leonard Steckel
- 1957: Horst Mönnich: Der Schulausflug – Regie: Fritz Schröder-Jahn
- 1958: Walter Rothert: Flucht ohne Hoffnung. Aus den Akten der Dienststelle "Unfallflucht" – Regie: Walter Knaus
- 1960: Lope de Vega: Der Ritter vom Mirakel – Bearbeitung und Regie: Walter Knaus
- 1961: Richard Brinsley Sheridan: Die Lästerschule – Bearbeitung und Regie: Walter Knaus